# Takamaka (miejscowość)
Takamaka – miejscowość na Seszelach położona na wyspie Mahé, stolica dystryktu Takamaka.